# Комина, Екатерина Сергеевна
Екатери́на Серге́евна Ко́мина (1 ноября 1919, Баландино, Грязовецкий уезд, Вологодская губерния, РСФСР ― 17 сентября 2011, Волжск, Марий Эл, Россия) — советский специалист целлюлозно-бумажной промышленности. Разнорабочая, начальник бумажной фабрики Марийского целлюлозно-бумажного комбината (с 1939). Заслуженный рационализатор РСФСР (1970). 

## Биография
Родилась 1 ноября 1919 года в деревне Баландино ныне Междуреченского района Вологодской области.
В 1939 году приехала в г. Волжск Марийской АССР: здесь прошла трудовой путь от разнорабочей до начальника бумажной фабрики Марийского целлюлозно-бумажного комбината. В 1945 году окончила Марийский целлюлозно-бумажный техникум.
Является автором трёх изобретений.
В 1970 году ей присвоено почётное звание «Заслуженный рационализатор РСФСР». Награждена орденом «Знак Почёта», медалями и дважды – Почётной грамотой Президиума Верховного Совета Марийской АССР. 
Скончалась 17 сентября 2011 года в г. Волжске Марий Эл.

## Звания и награды
- Заслуженный рационализатор РСФСР (1970)[1][2]
- Орден «Знак Почёта» (1966)[1][2]
- Медаль «За доблестный труд в Великой Отечественной войне 1941—1945 гг.» (1946)
- Медаль «За доблестный труд. В ознаменование 100-летия со дня рождения Владимира Ильича Ленина» (1970)[1][2]
- Почётная грамота Президиума Верховного Совета Марийской АССР (1944, 1958)[1][2]